# Paranagnia lyco
Paranagnia lyco är en insektsart som beskrevs av Rauno E. Linnavuori 1973. Paranagnia lyco ingår i släktet Paranagnia och familjen Dictyopharidae. Inga underarter finns listade i Catalogue of Life.